# Mompha argentimaculella
Mompha argentimaculella is een vlinder uit de familie van de wilgenroosjesmotten (Momphidae). De wetenschappelijke naam van de soort is voor het eerst geldig gepubliceerd in 1900 door Murtfeldt.